# Zoar (Shetland)

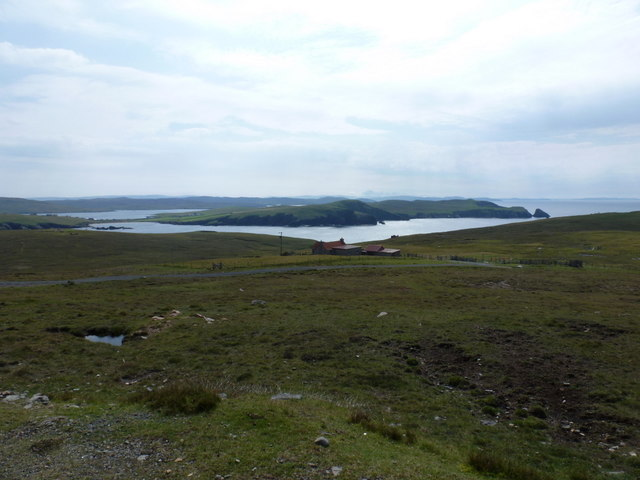
Zoar und die Küste

Zoar ist eine Ortschaft, die in Schottland im Norden der Shetlandinseln liegt.

## Geographie
Das kleine Zoar liegt an der südwestlichen Küste von Northmavine, einer Halbinsel, die einen Ausläufer von Mainland bildet, und dort, etwas erhöht, über dem nördlichen Ufer der Meeresbucht Sand Wick. Nach Hillswick sind es zwei Kilometer im Südosten. Eine weitere Ortschaft in der Nähe ist Braewick im Westen.

## Historisches
Im Rahmen der historischen Gliederung Schottlands in Civil Parishes zählt Zoar zu Northmaven.